# Нєфтєгорський ГПЗ – Самара
Нєфтєгорський ГПЗ – Самара – газопровід у Самарській області Росії.
В 1969-му в Самарській області почав роботу з супутнім газом нафтових родовищ Нєфтєгорський газопереробний завод. Призначені для використання нафтохімічною промисловістю етан та фракцію С3+ спрямували з нього по системі Нєфтєгорськ – Новокуйбишевськ, тоді як для видачі товарного газу проклали трубопровід Нєфтєгорський ГПЗ – Самара виконаний в діаметрі 720 мм.
Газопровід від Нєфтєгорського ГПЗ досягає щонайменше району Алєксєєвки на північно-східній околиці Самари (понад шість десятків кілометрів по прямій від ГПЗ), звідки ресурс могли спрямовувати як до самої Самари, так і по трубопроводу Алєксєєвка – Тольятті.
Можливо відзначити, що на момент запуску Нєфтєгорського ГПЗ Самара вже отримувала ресурс по газопроводам Мокроус – Самара, Муханово – Самара та Похвістнєво – Самара.